# とある放課後に
『とある放課後に』（英: Secret）は、2009年に製作された日本映画。
2010年7月17日に第19回東京国際レズビアン&ゲイ映画祭にて世界で初上映れた。

## キャスト
- 望月香織：田中美甫
- 吉澤佳代：大木望
- 佐野瑛太：林浩太郎
- 遠藤貴博
- 松山征司
- 白木朋子
- 黒田浩史
- 日下雄一朗
- 川西那奈